# 萧海瓈
蕭海瓈（918年—967年），字寅的晒。辽国（契丹）大臣。契丹乌隗部人。先世于遥辇氏部落联盟时期为本部夷离堇（军事首领）。天显年间的本部令稳（部落军事首领）萧塔列之子。
史载蕭海瓈貌相身材魁伟，臂力过人。辽世宗天禄年间，娶明王耶律安端之女蔼因翁主。辽穆宗应历初年，耶律察割叛乱，其妻耶律蔼因连坐，另娶继娶辽太宗次女耶律嘲瑰翁主。应历五年（955年）四月，蕭海瓈以皇室近戚为北府宰相，总知军国事，穆宗下诏命他的家族世予北府宰相之选。蕭海瓈为政廉洁谨慎而识大体，通达政体。经心理政，当时，诸王多犯反逆罪，萧海瓈治狱审案缜密，主伸冤情，多能访得实情来处理。于是无冤屈，因此知名。应历十七年（967年）五月，蕭海瓈去世，穆宗辍朝二日。其子萧图玉。

## 延伸阅读
[在维基数据编辑]
 《遼史·卷78》，出自脱脱《遼史》